# 仁德里 (大里區)
仁德里位於臺中市大里區東南端。原屬仁化里。

## 里名由來
本境原屬「仁化里」管轄，建里時，取其「仁德教化」之意，定名為「仁德里」，以對照昔日原住民群集之地。

## 地理
仁德里劃分為25鄰，2,263戶，總人口7,459人，里內有70%為外來人口。本里東為塗城，北隔為仁化里，西臨東湖，南臨瑞城和金城二里。

## 歷史沿革
仁德里舊名番仔寮，當時原住民利用稻草和石板搭建草寮為屋，其後漢人逐漸向竹子坑山麓開發，平埔族人退到竹仔坑山區以東，而平埔族人遷移後留下的許多草寮，於是漢人稱之為「番仔寮」。
清代時隸屬藍興堡番仔寮莊；明治35年（1902年）時，改隸臺中廳大里杙區番仔寮庄，至大正9年（1920年）則隨行政區調整，隸屬大屯郡大里庄番仔寮大字。二次大戰結束後，國民政府接收臺灣，以原番仔寮大字範圍被劃歸為健民村與仁化村，隸屬臺中縣大里鄉，本地屬仁化村管轄。民國82年（1993年）大里鄉升格為縣轄市大里市，隨之改制為仁化里。民國91年（2002年），由於人口過度密集，而實施里鄰調整，以仁化里南側置「仁德里」。

## 特色
仁德里擁有多角化的資源，經濟發達、教育資源豐富，社區的建設與發展已趨近完全。

### 宗教
- 福德宮
- 振坤宮

### 休閒設施
- 來來溫水游泳池
- 文化公園
- 元堤路河堤步道

## 交通
主要道路
- 中興路一段
- 仁化路
- 至善路
- 美群路
- 慈德路
- 成功二路

臺中市市區公車
| 市區公車編號 | 業者     | 營運區間                     | 備註                                             |
| 3            | 統聯客運 | 東山高中－高鐵臺中站         | 經大里高中、修平科技大學、光正國中、太平         |
| 50           | 統聯客運 | 新民高中－921地震教育園區    | 經大里區圖書館、國立中興大學、台中女中、台中一中 |
| 53           | 統聯客運 | 太原車站－省議會             | 經大里區圖書館、興大附中、中山醫學大學、文華高中 |
| 53區         | 統聯客運 | 文心森林公園－省議會         | 經大里區圖書館、興大附中、中山醫學大學           |
| 107          | 台中客運 | 黎明新村－舊正（烏溪橋頭）   | 固定班次                                         |
| 108          | 台中客運 | 港尾－草屯                   | 經亞洲大學、兒童藝術館、大里區圖書館，固定班次   |
| 131          | 台中客運 | 北屯區行政大樓－朝陽科技大學 | 經塗城路、益民路，固定班次                       |
| 132          | 台中客運 | 北屯區行政大樓－朝陽科技大學 | 經吉峰路、三民路三段、北屯國小，固定班次         |
| 133          | 台中客運 | 高鐵台中站－朝陽科技大學     | 經大里德芳南路、十九甲                           |
| 158          | 全航客運 | 高鐵台中站－朝陽科技大學     | 經興大附中、修平科技大學                         |
| 201          | 台中客運 | 新民高中－亞洲大學           | 經霧峰、大里、臺中車站、一中商圈                 |
| 243          | 四方客運 | 東山高中－亞洲大學安藤館     |                                                  |
| 248          | 四方客運 | 修平科技大學－新烏日車站     | 經大里軟體園區                                   |
| 285          | 東南客運 | 大里竹仔坑－新建國市場       |                                                  |

### 書籍
- 《臺灣地名辭書》卷十二《臺中縣》第二冊，第25頁

### 外部連結
- 臺中市大里區公所 沿革